# Port lotniczy Bo
Port lotniczy Bo (ang. Bo Airport, IATA: KBS, ICAO: GFBO) – port lotniczy zlokalizowany w Bo, w Sierra Leone. Jego operatorem jest Sierra Leonean Airports Authority.